# Лунка-Ампойцей
Лунка-Ампойцей (рум. Lunca Ampoiței) — село у повіті Алба в Румунії. Входить до складу комуни Метеш.
Село розташоване на відстані 284 км на північний захід від Бухареста, 16 км на північний захід від Алба-Юлії, 72 км на південь від Клуж-Напоки.

## Населення
За даними перепису населення 2002 року у селі проживали 168 осіб, усі — румуни. Усі жителі села рідною мовою назвали румунську.